# Julia de Hauke
Júlia de Battenberg (Varsóvia, 12 de novembro de 1825 — Jugenheim, 28 de outubro de 1895) foi uma princesa alemã e esposa do príncipe Alexandre de Hesse e Reno.
Nascida Julia von Hauke, era filha de um general polonês de ascendência alemã e não possuía sangue real. Ela se tornou uma dama de companhia de Maria de Hesse e Reno, esposa do imperador Alexandre II da Rússia e irmã do príncipe Alexandre de Hesse e Reno, com quem Júlia se casou após conhecê-lo em São Petersburgo. Embora o casamento de Júlia e Alexandre fosse considerado morganático, o grão-duque de Hesse concedeu-lhe o título de Princesa de Battenberg. Fundadores da Battenberg/Mountbatten, Júlia e Alexandre são ancestrais das atuais gerações das famílias reais britânica e espanhola.

## Biografia
Nascida em 24 de novembro de 1825, em Varsóvia, na Polônia do Congresso, então governada em união constitucional com o Império Russo, Júlia era filha de Hans Moritz von Hauke, um general polonês de ascendência alemã. Sua mãe, Sophie, era filha do cirurgião militar polonês Franz Leopold Lafontaine.
Durante o Levante de Novembro de 1830, o pai de Júlia morreu ajudando o grão-duque Constantino Pavlovich da Rússia, o governador da Polónia, a tentar conter represálias de cadetes rebeldes poloneses. A mãe de Júlia também foi morta por revoltosos um ano depois, durante o levante de Varsóvia. Uma vez orfã, Júlia foi colocada sob a tutela do imperador Nicolau I da Rússia e enviada a São Petersburgo.

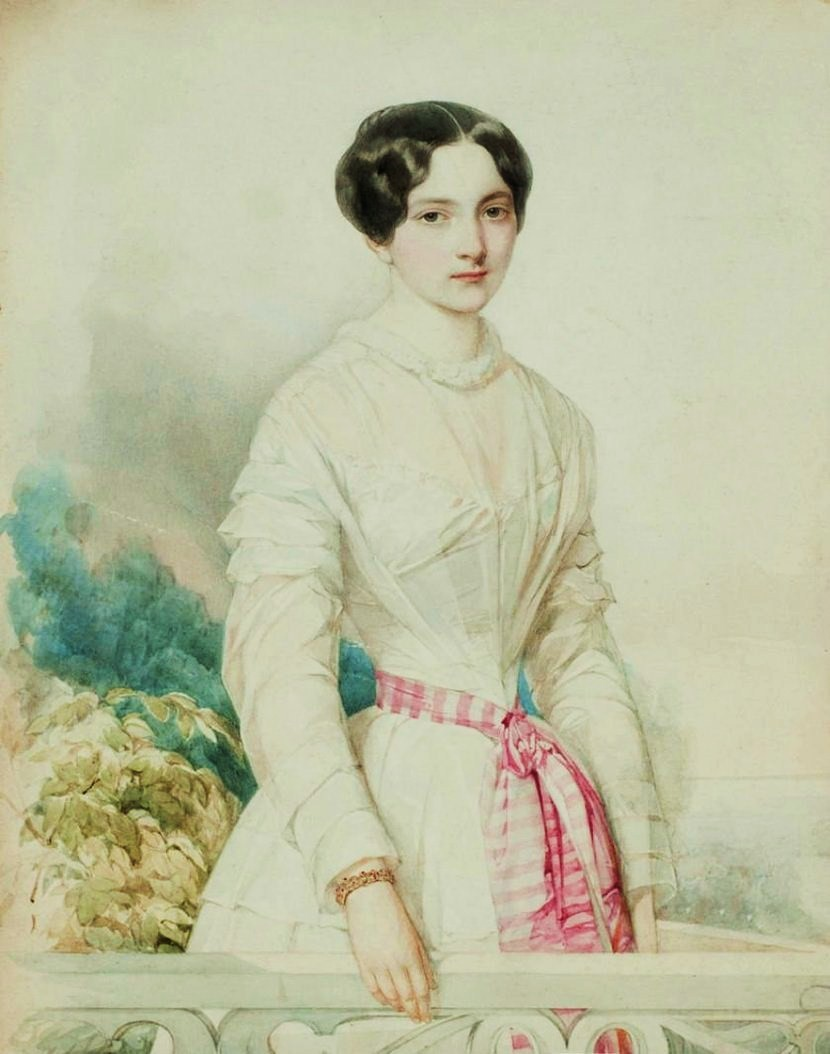
Julia von Hauke
Woldemar Hau, década de 1840

Júlia foi educada no Instituto Catarina, uma instituição para donzelas nobres em São Petersburgo. Ela era fluente em alemão, russo, francês e polonês, lia as obras de Dante em italiano e de Shakespeare em inglês. Logo depois, ela foi nomeada uma dama de companhia da czarevna Maria Alexandrovna, nascida princesa Maria de Hesse e Reno, esposa do czarevich Alexandre Nikolaevich, o futuro imperador Alexandre II da Rússia. No exercício de suas funções na corte imperial, ela conheceu seu futuro marido, o irmão de Maria Alexandrovna, o príncipe Alexandre de Hesse e Reno, que serva no exército russo como major-general. Ao saber da ligação do cunhado com uma dama da esposa, o imperador tentou arranjar um casamento entre Júlia com "o belo" Pyotr Albedinsky, um militar, mas ele recusou a proposta do imperador e quase teve sua carreira prejudicada.[carece de fontes?]
Como o czar não aprovava nenhum relacionamento amoroso entre seu cunhado e uma mera dama de companhia, o jovem casal resolveu fugir da corte de Moscovo. Eles se casaram em 28 de outubro de 1851, em Breslávia, na Silésia prussiana (hoje Wrocław, na Polônia). O status de Júlia não foi considerado à altura para reproduzir herdeiros qualificados para a sucessão do trono de Hesse e Reno (Grão-Ducado de Hesse). Por conseguinte, o casamento foi declarado morganático.
A princípio, a princesa foi recebida com muita frieza pela família do marido em Darmstadt, pois o casamento do príncipe Alexandre arruinou toda a sua carreira na Rússia. Mas ela acabou sendo uma esposa e mãe maravilhosa e se comportou com tanta modéstia e dignidade que toda a família logo a apreciou e amou. Em 26 de dezembro de 1856, o grão-duque concedeu-lhe o título de "Sua Alteza Sereníssima, Princesa de Battenberg". Os filhos de Júlia e Alexandre também receberam os títulos de Príncipes e Princesas de Battenberg, com o mesmo tratamento. Assim, a família Battenberg adquiriu o status de ramo secundário da casa dos grão-duques de Hesse.
Júlia morreu em 19 de setembro de 1895 no Castelo de Heiligenberg, em Jugenheim, no sul de Hesse.

## Descendência
- Maria (1852-1923), desposou em 1872 Gustav, Conde de Erbach-Erbach (m. 1908), com descendência.
- Luís (1854-1921), titulado 1° Marquês de Milford Haven em 1917. Desposou a princesa Vitória de Hesse e Reno (1863-1950), uma sobrinha-neta de seu pai (neta de seu tio Carlos de Hesse e Reno); com descendência. Através deste filho, Júlia é avó de Luísa Mountbatten (rainha consorte da Suécia e esposa do rei Gustavo VI Adolfo) e bisavó do Príncipe Filipe (filho de sua neta Alice de Battenberg e marido da atual Rainha Isabel II do Reino Unido).
- Alexandre (1857-1893), titulado Príncipe Reinante da Bulgária em 1879. Depois da abdicação, tornou-se Conde de Hartenau. Em 1889, casou-se morganaticamente com Johanna Loisinger (1865-1951), com descendência.
- Henrique (1858-1896), casou-se com a princesa Beatriz do Reino Unido (filha da rainha Vitória do Reino Unido); com descendência. A filha de Henrique e Beatriz, Vitória Eugênia de Battenberg, tornou-se rainha consorte da Espanha e é bisavó do atual rei Filipe VI da Espanha.
- Francisco José (1861-1924), casou-se em 1897 com Anna, Princesa Petrovich-Niegosh de Montenegro, sem descendência.

## Títulos
- Senhorita Julia von Hauke (1825-1829)
- Condessa Julia von Hauke (1825-1851)
- Sua Alteza Ilustríssima Condessa Julia de Battenberg (1851-1858)
- Sua Alteza Sereníssima Princesa Julia de Battenberg (1858-1895)

## Outras fontes
- Almanach de Gotha, Gotha 1931
- Eckhart G. Franz, Das Haus Hessen: Eine europäische Familie, Kohlhammer, Stuttgart 2005 (S. 164–170), ISBN 3-17-018919-0